# Laguna de El Hito
Laguna de El Hito är en periodisk sjö i Spanien.   Den ligger i provinsen Provincia de Cuenca och regionen Kastilien-La Mancha, i den centrala delen av landet, 110 km sydost om huvudstaden Madrid. Laguna de El Hito ligger 830 meter över havet. Arean är 0,62 kvadratkilometer. Trakten runt Laguna de El Hito består till största delen av jordbruksmark. Den sträcker sig 1,3 kilometer i nord-sydlig riktning, och 1,1 kilometer i öst-västlig riktning.